# ダイイングライト2
『ダイイングライト2 ステイヒューマン』(英：Dying Light 2)は、Techland、スパイク・チュンソフトより2022年2月4日に発売されたオープンワールド型ホラーゲームである。略称は『DL2』。

## システム

### クエスト
ストーリーの進展に影響する「メインクエスト」と、プレイヤーがNPCからの依頼などを任意で受けることができる「サイドクエスト」が存在する。更に道中プレイヤーの身の回りでランダムで発生する「遭遇」があり、ゾンビに襲われている生存者の救出や主人公の敵対勢力となるレネゲイドの排除を行う。クエストや遭遇を遂行すると、アイテムや現金、経験値を入手することが可能で、メインクエスト以外のクエストの受注はプレイヤーの自由裁量に委ねられる。

今作のメインクエストでは選択肢が度々登場し、どの選択肢を選ぶかでその後の展開やキャラクターの生死などが変わる。

### マップ
マップは、2～3階建ての建物が多い古風な街並みの『オールド・ヴィレドー』と、高層ビルが立ち並ぶビジネス街の『セントラルループ(センター)』の2種類のマップに分けられている。オールド・ヴィレドーはストーリー前半の舞台で、チュートリアル終了後すぐにプレイ可能。セントラルループはストーリー後半の舞台で、ある程度メインクエストを進めるとプレイ可能になる。
生存者達の拠点は「安全区域」となっており、アイテムの収納場所や眠ることで昼夜を切り替えるベッドが備えられている（一部例外もあり）。マップ各所にある風車やナイトランナーの隠れ家などを解放すると、その場所が安全区域になる。安全区域には必ず、ゾンビが近づけないように、UVライトが設置される。また、安全区域は死亡した際のリスポーン地点という役割も持っている。
マップ内はいくつかの地域に区分されており、各地域にある給水塔や変電所などの「施設」を開放すると、その地域を「サバイバー」と「ピースキーパー」のどちらに管轄させるか選ぶことができる。地域をどちらの管轄にするかで、マップの様相が変わってくるほか、ストーリーの分岐にも影響する。サバイバーの管轄にした場合は、地域内にジップラインやエアバッグなど、移動に便利な設備が設置される。ピースキーパーの管轄にした場合は、地域内にカートラップやレイザーキャノンなどの罠が設置される。
ファストトラベルは、今作ではマップの各所に存在する地下鉄駅を解放することで、その駅がファストトラベル地点になる。また、その地下鉄駅は安全区域も兼ねる。

### 昼夜の違い
前作と同様、昼夜の概念がある。
昼間は屋外の感染者が少なく動きも緩慢なため、比較的安全で探索がしやすい。ただ、「ダークゾーン」と呼ばれる日光が届かない建造物の内部は、多くの感染者が潜んでいるうえに凶暴なヴォラタイルもいるので、非常に危険。大きな音を立てたり移動の際に近付きすぎると、寝ている感染者を起こしてしまい襲われる。
夜間は、屋内で寝ていた感染者たちが外に出て活動するため、屋外の感染者が大幅に増える上に凶暴性も増す。ヴォラタイルやハウラー、レヴナントなど、昼間はいなかった特殊な感染者も出現する。ヴォラタイルやハウラーに見つかると「チェイス」という状態に移行し、大勢の感染者に追いかけられる危険な状態になる。チェイスが始まった場合は、安全区域に入れば逃げ切ったことになり、チェイスが終了する。このように、夜間は昼間より遥かに危険であるが、そのぶん経験値に夜間ボーナスが付与されるため、経験値は夜のほうが稼ぎやすい。また、ダークゾーンは感染者が減って探索がしやすくなる。

### 成長システム

#### スキル
今作では、「戦闘スキル」と「パルクールスキル」の2種類に分けられたスキルを解放していくことでエイデンを成長させる。
- 戦闘スキル

敵に攻撃を当てたり、倒したりすると、戦闘の経験値を得られる（トラップや直接攻撃など攻撃手段は問わない）。習得可能なスキルは戦闘系のものが占められている。
- パルクールスキル

壁をよじ登るなど各種パルクールを行ったり、夜間にチェイスを振り切ると経験値を得られる。主に敵からの攻撃に対するステップ回避、スライディング、大ジャンプなど、移動系のスキルを得られる。

#### ステータス
上記スキルの他、強化要素として「ステータス」が2種類存在する。
- 体力

エイデンの体力(HP)。強化すると体力が増え、戦闘で死亡する確率を下げられる。
- スタミナ

エイデンのスタミナ。パルクールアクションや攻撃を行う際に消費する。強化すると、戦闘で攻撃を続けられる時間が長くなったり、パルクールでより高いところまで一気によじ登れるようになる。
ステータスを強化するためには、GREが開発した薬剤「インヒビター」が必要。インヒビターはマップ上にあるGREの関連施設の他、主に屋内に置かれており、インヒビターコンテナと呼ばれる箱に入っている。インヒビターを3つ消費することで、体力またはスタミナを1レベル強化できる。上記のスキルの中には、体力やスタミナを一定のレベルまで強化させないと解放できないものもあるので、エイデンを強化するにためには、経験値を溜めると同時にインヒビターを積極的に見つけていく必要がある。

#### 免疫力
今作で新たに登場した要素。エイデンはストーリー冒頭でハランウイルスに感染しているため、いつヴァイラルに転化してもおかしくない状態になっている。感染は日光やUVライトの下にいれば進行しないが、日光の届かないダークゾーンを探索したり夜間に行動すると、免疫力が低下し感染が進行していく。そのため、ダークゾーンや夜間の探索の際は、画面に表示される免疫力のメーターにも気を配る必要がある。
免疫力がゼロになると、エイデンはヴァイラルに転化して死亡扱いになる。そのため、免疫力がゼロになる前に、屋外の日光の下やUVライトがある安全区域に戻る必要がある。アイテムを使用して免疫力を回復することもできる。
インヒビターを消費して体力やスタミナを強化すると、それと連動して免疫力の持続時間も長くなる。

### アイテム
本作のアイテムやお金は基本的に現地調達であり、マップ中に存在する民家のチェスト、車の荷台、ごみ箱、撃破した敵などから入手することができる。中には施錠されているものもあり、ピッキングで開錠しなければならないが、その分強力な武器を得やすい。なお、ピッキング時は無防備になるので、周りに敵がいないかどうかも気を配らなければならない。
ピッキングには前作と同様、「ロックピック」というアイテムが必要。このロックピックを鍵穴に入れて動かし、鍵が回る位置を探して解錠する。何回か失敗したり、鍵が回わらない位置で回し続けると、ロックピックが折れてしまう。また、ピッキングには難易度があり、簡単なものほど鍵を回せる当たりの範囲が広く、難しいものほど当たりの範囲が狭くなっている。

### 武器
今作の武器は、マチェットや手斧等の片手武器や大型ハンマー等の両手武器といった近接武器が主体。飛び道具は当初は弓だけだったが、アップデートにより銃器も登場するようになった。武器には耐久値が設けられており、耐久値が0になるとその武器は破損する。武器にはランクが存在し、ランクが高いものほどダメージや耐久値が高い。また、スロットが設けられている武器もあり、そのスロットに「武器MOD」を装着することで武器を強化できる。
武器には「レアリティ」があり、レアリティは武器のアイコンの色でわかるようになっている。色はレアでないほうから順に「灰(コモン)」「緑(アンコモン)」「青(レア)」「紫(ユニーク)」「黄(アーティファクト)」となっており、レアリティが高い武器ほど高性能で、スロットの数も多い。

### 装備
今作ではエイデンが身に着ける装備品も登場する。装備品は「頭（ヘッドギア）」、「手（グローブ）」、「胴（チェストピース）」、「腕（アームガード）」、「脚（ジョガーパンツ）」、「靴（スニーカー）」の6部位に分かれている。
装備品にも武器と同様のレアリティとランクがあり、それらが高いものほど防御力が高い。また、パルクールの持続時間アップや攻撃時の消費スタミナ減少など、様々な効果を持つ装備品もある。

### クラフト
前作同様、アイテムの生産を行う「クラフト」システムがある。特定の条件で得られる設計図や必要な素材を使用し、投擲武器や回復アイテムを生産することができる。
今作ではクラフトアイテムにもアップグレードが存在し、アップグレードすると、回復アイテムの場合は回復量が増えるなど、生産したアイテムの性能がアップする。このアップグレードに必要なアイテムの中には「討伐の証」というものが存在し、これはクリーチャーを倒してその死体から入手する。「緑(アンコモン)」「青(レア)」「紫(ユニーク)」の3つのレアリティが存在し、強力なクリーチャーほど、持っている討伐の証のレアリティが高くなる。

### ナイトランナーツール
エイデンの冒険に役立つアイテムとして、6つの特殊なツールが登場する。主にかつてヴィレドーで活動していたナイトランナーが使用していたもので、入手すると探索や戦闘で大いに役立つ。
最初は何も持っていないが、ストーリーを進めることで1つずつ入手していく。クラフトマスターの店でアップデート可能なものもあり、アップデートすると利便性が増す。ただし、アップデートするには軍の補給物資で入手できる「軍事データ」が必要。
GREアクセスキー
GREの高度な暗号化ツール。GREマークのある特殊な扉や箱を開けることができる。また、インヒビターコンテナの検知機能も搭載しており、付近にインヒビターコンテナを検知すると、その方角とコンテナまでの距離を教えてくれる。
本作のストーリーにおける重要なキーアイテムでもあり、序盤でディランから託される形で入手する。
双眼鏡
双眼鏡で見渡すことで、周囲の重要なロケーションを発見できる。発見したロケーションは自動的にマップに書き込まれる。
パラグライダー
空中を滑空して移動でき、高所から落ちても安全に着地できるようになる。ただし、滑空中はスタミナを消費し、スタミナがゼロになると操作不能になる。
クラフトマスターの店でアップデート可能。
UVフラッシュライト
紫外線を照射できる特殊な懐中電灯。これで感染者を照らすと、感染者を弱らせ、攻撃したり逃げる隙を作り出すことができる。
クラフトマスターの店でアップデート可能。
グラップリングフック
周りのオブジェクトや壁に引っかけてスイング移動できるフック。前作のグラップリングフックとは仕様が異なり、引っかけた箇所を支点として、ターザンのようにスイングして移動する。
クラフトマスターの店でアップデート可能。
GRE探知機
インヒビターが置かれている位置を探知し、マップに表示してくれるツール。ただし、電波塔の信号を受信してインヒビターを探知する仕組みのため、電波塔の信号が届くエリアしかカバーできない。

## イントロダクション
2013年にハランで発生した、人をゾンビに転化させるハランウイルスの感染拡大。その後、崩壊したハランは地図上から抹消されたが、世界中の天才たちの手でワクチンが開発されたことで、人類はこの病に打ち勝ったと思われた。しかし、GREは「研究所を閉鎖する」との誓いの裏で、軍事目的で密かにウイルスの研究を続けており、2020年頃に極めて強い感染力と致死率の高さを併せ持つハランウイルスの変異株「THV」が世界中に蔓延。世界の人口の98%がTHVで死に至り、2023年には人類は滅亡の危機に陥った。翌2024年の秋、THV感染者のDNAの退化を促進し死に至らしめる効果があるTHV-GenModという化学物質が発見され、ゾンビたちに対抗する有効な武器になることが期待された。その翌年、1月6日のブラックマンデーに、人類最後の砦となったヨーロッパの都市「ヴィレドー」で大規模化学爆撃が行われたが、何十万人もの死者が出た上に大規模な突然変異が発生した。これにより新種のゾンビが発生し、ヴィレドーはあらゆる種類のゾンビで溢れかえった上、周辺の区域が化学物質で汚染されてしまい、ヴィレドーはハランと同様、隔離壁で囲まれ外界から閉ざされることとなった。
それから時は経ち2036年。生き残った人類はゾンビと戦いながら、小さな集落に身を寄せて暮らしていた。そんな中、その集落の間を行き来して物資や情報を運ぶ者達がいた。荒野を旅する勇気もしくは絶望を持ち合わせている彼らを、人々は流浪人と呼んだ。
主人公のエイデン・カルドウェルは、流浪人として何千kmも旅をしていた。エイデンは流浪人として旅しながら、幼少期に生き別れた妹のミアと、その時自分達兄妹に謎の実験を行ったワルツという男を探していた。そんな時、同じ流浪人のスパイクと再会。エイデンは、スパイクと連絡を取り合っていた情報提供者がミアやワルツの手掛かりを知っていると聞き、ヴィレドーに通じるトンネル内で会う約束を取り付ける。エイデンはそのトンネルに向かうが、トンネル内で凶暴な感染者ヴォラタイルに襲われ、THVに感染。危機一髪のところで情報提供者のディランに助けられるが、直後にディランがワルツの率いる武装集団に囚われてしまう。エイデンはディランを助けるが、ディランは拷問を受けて重傷を負っており、ミアの居場所を尋ねるエイデンにGREアクセスキーを託し、「フィッシュアイにいるラワンという女性に渡せ。キーと彼女の助けがあれば全てがわかる」と言い残し、自らの命と引き換えにエイデンを逃がす。エイデンは武装集団から逃げ切り、ヴィレドーに向かう。
エイデンは、オールド・ヴィレドーの生存者達の拠点であるバザールに到着するが、そこでTHVの発作が起こり、転化寸前の状態に陥ってしまう。あわや生存者達に殺されそうになるが、そこにやってきたホーコンという男に救われる。免疫力と体力を高める薬剤「インヒビター」の接種を受けたことで転化を免れたエイデンは、ミアとワルツを見つけるため、そして街の生存者達のためにヴィレドーを駆け回り、様々なミッションをこなしていく。

## 登場人物

### 主要人物
エイデン・カルドウェル（Aiden Caldwell）
声 - 花輪英司
本作の主人公である流浪人。21歳。5歳の時、妹のミアと共々ワルツの実験台にされ、薬の投与と拷問を受けた。その時に生き別れたミアをずっと探している。
卓越した身体能力の持ち主で、パルクールの技術でどんな障害物もものともせずに進んでいくことが出来る。また、あらゆる薬品に対して人並み以上の耐性を持つ。
ストーリー冒頭でTHVに感染しており、夜間や日光が届かない暗所で活動すると感染が進行する体になっている。
ミア（Mia）
声 - 野水伊織
エイデンの生き別れた妹。エイデンは妹と思っていたが、実際にはエイデンと同い年であり、実はワルツの娘。ハランウイルスの未知の変異株に感染しており、その治療法を見つけるために様々な実験を施され、今もX13の研究施設で生きていた。ワルツがヴィレドーへのミサイル発射と引き換えに自身を救おうとしたため、酸素吸入器が必要な体にもかかわらず立ち上がり、もうやめるようワルツを説得。その時にエイデンと再会を果たしたが、すぐにワルツの手で酸素吸入器を取り付けられるも手遅れであり、そのまま息を引き取った。
ワルツ（Waltz）
声 - 小山剛志
レネゲイドと手を組む狂人。自身にTHVの実験を施しており、人間離れしたパワーとタフさを併せ持つ。
元はGREの科学者で、ミアの実父。ミアがハランウイルスの未知の変異株に感染したため、娘を救いたい一心でエイデンを含む幼い子供を被検体として実験を繰り返し、宿主とウイルスを融合させて完璧な生物兵器を作り出し、そこから変異株に対抗するワクチンを作ろうとしていた。後に、その実験が非人道的だったことから、GREを解雇された。
GREを解雇された後は、レネゲイドのウィリアムズ大佐と同盟を結び、GRE研究所に本拠地を構え、そこでレネゲイドの兵士や自身にTHVの実験を始めた。その裏ではウィリアムズを裏切り、実験を施したレネゲイド兵に自身への忠誠を誓わせた。その後、ミアの治療のためにX13にアクセスできるGREアクセスキーを探し始め、ピースキーパーの司令官だったルーカスを雇って捜索させた。ルーカスがようやくGREキーを見つけると、ルーカスを殺してGREキーを入手するために元ナイトランナーのホーコンを送ったが、GREキーはディランに盗まれた。それを知るとレネゲイド兵を連れて地下トンネルに向かい、ディランを捕え拷問するが、GREキーはディランからエイデンに託されており、やむなくディランを殺害した。
本編ではエイデンの手からGREキーを奪うため、自動車工場や監視塔でエイデンを圧倒的な力で追い詰める。そして、監視塔でついにGREキーを奪うと、X13でシステムを起動。同時に過去に停止していたヴィレドーへのミサイル発射プロトコルも起動してしまうが、ヴィレドーの壊滅と引き換えにしてでもミアを治療しようとする。そこに現れたエイデンと決戦に挑むが、敗北。自身の体を顧みず自分を止めようとしたミアに酸素吸入器を取り付けるが、目の前でミアが息を引き取り、その後はプレイヤーの選択に関係なく生死不明となる。

### サバイバー

#### オールド・ヴィレドー
ホーコン・ハラルドソン（Hakon）
声 - 青山穣
エイデンに協力する元軍人。元ナイトランナー。軍を去った後はタクシーの運転手をしていたため、街に詳しい。
バザールで転化しかけて絞首刑にされていたエイデンを助け、街の案内やバイオマーカー入手の手助けを行うほか、セントラルループへ行く手助けを約束する。
エイデンに協力的に振舞うが、実はピースキーパーのルーカスを殺害した真犯人。裏でワルツと繋がっており、ワルツの指示でGREキーを奪うためにルーカスを殺害した。ただ、ワルツと繋がっていたのは成果を上げてナイトランナーに戻るためであり、ワルツの思想ややり方に賛同はしていない。
ホーコンの生死はプレイヤーの選択によって変化し、生存ルートのほか、エイデンに殺害されるルート、ラワンに殺害されるルートが存在する。また、プレイヤーの選択によっては、エイデンの持つGREキーを奪うためにレネゲイドの兵士を引き連れてバザールを襲撃する。
かつてはラワンと交際しており、彼女の自宅には2人のツーショット写真が残されている。
キリアン（Cillian）
声 - 町田政則
元軍人で、元ナイトランナー。ホーコンとは長い付き合い。
カール（Carl）
声 - ??
バザールのリーダー。
ソフィー（Sophie）
声 - 青木瑠璃子
バザールの保安担当。ボディーガードのヘルマンと共に行動することが多い。ピースキーパーを敵視している。
ヘルマン（Hermann）
声 - 無し
ソフィーのボディーガード。常に彼女と行動を共にする。スキンヘッドの屈強な体格の男で、無口でほとんど言葉を話さない上、聴覚を失っており耳が聞こえない。
バーニー（Barney）
声 - 野澤英義
バザールの重鎮で、ソフィーの弟。最初はエイデンを邪険に扱うが、エイデンがバザールのために活躍すると次第に彼を認めていく。
アルベルト（Alberto）
声 - 後藤ヒロキ
クラフトマスター。ヴィンセンツォの父親。高齢のせいか、会話中に人や物の名前をすぐに思い出せないことが多い。エイデンと共にピースキーパーの主要電源となっている大風車の爆破に挑み、成功させるも、直後に兵士に襲われ死亡した。
ヴィンセンツォ（Vincenzo）
声 - 松岡大介
クラフトマスター。アルベルトの息子。
ヴェロニカ・ライアン（Veronica Ryan）
声 - 橘U子
バザールの医師。かつてはGREの職員で、監視塔で野外実験部の部長を務めていた。そのため監視塔の施設のシステムを熟知しており、監視塔にあるGREのデータベースにアクセスする方法を知っている。それ故にワルツに狙われる。
ワルツがエイデンを含む子供達に行っていた実験のことは知っていたが、その実験に直接は関わっておらず、子供たちを助けられなかったことを悔やんでいる。また、ポールという当時5歳(エイデンと同い年)の息子がいたが、施設から避難する際に入口で待たせていたらいなくなってしまい、一週間以上探したが見つからなかったという。
ミアの情報を得るためにGREのデータベースにアクセスしたいとエイデンから聞き、彼に協力し共に監視塔の施設を探索する。しかし、ワルツから逃げる道中に転化しかけて暴走したエイデンに殺された。
ルース（Loes）
演 - 山田奈都美
バザールの住人。
ネリス（Nerys）
演 - 武田華
バザールの住人。

#### セントラルループ
ラワン（Lawan）
声 - 藤貴子
フィッシュアイのスナイパー。エイデンと同じく幼少期にワルツの実験を受けている。
「殺したい奴リスト」なるものを心の中に持っており、そのリストの人物を殺すために躍起になっている。ワルツやウィリアムズ大佐、ホーコンもそのリストに入っている。
オールド・ヴィレドーでホーコンを狙撃した際に、エイデンと接触する。その後、自動車工場でワルツに襲われていたエイデンを助け、そのまま彼をセントラルループに案内。セントラルループではエイデンの重要な味方となる。
終盤では、フランクやフィッシュアイの仲間を手にかけたレネゲイドを心から憎み、ワルツやウィリアムズ大佐への殺意に燃えて、エイデンの制止も聞かずにレネゲイドの要塞に単身で乗り込む。また、ヴィレドーに向けてミサイルが発射されることが分かった時は、自分の身を犠牲にしてミサイルを爆破し街を守ろうとする。
ラワンの生死は、プレイヤーの選択によって変化する。
かつてはホーコンと交際しており、自宅には彼とのツーショット写真が残されている。ただし、他人に過去を詮索されることを非常に嫌う。
フランク・マーウェイ（Frank Marwey）
声 - 木村雅史
フィッシュアイ食堂のオーナーで、ラワンの父親的な存在。元はナイトランナーのリーダーで、ナイトランナーを立ち上げた人物でもある。VNCタワーのミッション失敗で部下をすべて失い、その失意から酒に走り、アルコール依存症になってしまっている。
ディラン（Dylan）
声 - ??
物語序盤で登場する情報提供者。エイデンにミアの情報を話すために彼と会うが、GREアクセスキーを盗み出していたためレネゲイドに囚われる。
エイデンに助けられるが、拷問で重傷を負っており、エイデンにGREアクセスキーを託して逃がし、自身はワルツに殺害される。
ニコラス（Nikolas）
声 - 齋藤響
フィッシュアイのバーテンダー。
ダニア（Danior）
声 - 田島章寛
フィッシュアイの一員。ウォッカが好物。
アルバート（Albert）
演 - 後藤光祐
読書家。蔵書の調査を行っており、「人類の図書館」の再建を目指す。
タリア（Thalia）
演 - ブリドカットセーラ恵美
読書家で、アルバートの助手。
魔女（Plaguewitch）
演 - すずき紀子
治療の霊薬や感染者を防ぐ結界などを販売する呪術師。

### ピースキーパー

#### オールド・ヴィレドー
アイトール（Aitor）
声 - 名村幸太朗
オールド・ヴィレドーの指揮官。階級は中尉。殺害されたルーカスの後任。エイデンに、セントラルループへの案内と引き換えにルーカス殺害犯の捜査をさせる。
アンダーソン（Anderson）
声 - 雨谷和砂
アイトールの部下。階級は軍曹。ピースキーパーの兵士を引き連れてバザールを襲撃したが、他の兵と共にエイデンに殺害された。
ルーカス（Lucas）
オールド・ヴィレドーの前指揮官。名前のみ登場。武器として「ラザルス」という名のナックルダスターを愛用していた。
裏でワルツに雇われており、彼の指示でGREアクセスキーを探し、入手に成功した。しかし、ワルツに差し向けられたホーコンに殺害され、GREキーとラザルスとタトゥを持ち去られた。

#### セントラルループ
ジャック・マット（Jack Matt）
声 - 間宮康弘
ピースキーパーの司令官。階級は少佐。元は陸軍に所属していた。病を抱えているのか、苦しそうにせき込むことが多い。自分だけが都市に平和と秩序をもたらすことができると信じている。
GREのデータベースにアクセスできる医者の情報と引き換えに、エイデンに様々なミッションに協力させる。
2025年の大規模化学爆撃の計画を事前に知っていた数少ない人間の一人で、大規模化学爆撃を推し進めるウィリアムズ大佐と意見が対立していた。大規模化学爆撃が行われた後、陸軍に反旗を翻すことを決意し、ピースキーパーを結成した。
ロウ（Rowe）
声 - 船木まひと
セントラルループの指揮官。階級は中尉。優秀な軍人で、ジャックや部下達からの信頼は厚い。部下を大切に思っており、危険な任務の時は自らも部下達と共に前線に向かい、戦死した部下は心から悼み、その家族にも想いを馳せる。
エイデンや部下達と共にVNCタワーのアンテナ起動任務に挑むが、30階で強力な感染者の襲撃に遭い、部下を守ろうとするも全滅。自身も重傷を負い、エイデンに任務を託して死亡した。
ホアン・レイナ―（Juan Rainer）
声 - 菊池正美
補給部隊の指揮官。ピースキーパーの本部船の下層にある部屋に住んでいる。司令官のジャックに敵対心を持っており、自分の考えが正しいと信じている。
豪華な装飾品を好み、貴重な工芸品や食べ物・飲み物に目がない。また、両性愛者なのか、男女両方と乱交をしている。
ニタフ（Nitaf）
声 - 田島章寛
階級は伍長。変電所で電力の復旧を目指す。

### レネゲイド
クリス・ウィリアムズ（Chris Williams）
声 - 西村健志
レネゲイドのリーダー。「大佐」や「ブッチャー」と呼ばれており、ダムに潜伏している。
かつてジャック・マットと同じく陸軍に所属していた。2025年の大規模化学爆撃を推し進めた人物で、この爆撃によってヴィレドーに壊滅的な結果がもたらされた。
終盤でエイデンとラワンがレネゲイドの要塞に潜入してきた時、ワルツがGREキーでX13を起動したら街にミサイルが発射されること、ワルツがレネゲイドの兵士に実験を施して忠実な部下にしていることをエイデンに話し、ワルツを止めなければならないと説得する。その後、部下達にエイデンをX13の入口まで送らせた。
スティーブ（Steve）
声 - 平野隼人
ブッチャーの部下の運転手。

## クリーチャー
バイター（Biter）
一般的な感染者で、ヴァイラルが紫外線にさらされて退化した姿。片腕が欠落しているなど体の腐敗が進んでいるため、動きが遅く、一定以上の高さの場所にはよじ登れない。プレイヤーの死角から突然襲ってきたりするほか、大勢で群れていることが多い。
ディジェネレイト（Degenerate）
バイターが長期間日光(紫外線)に晒され、さらに劣化した姿。
重装甲バイター
アップデートで追加された亜種。頑丈な装備を着用しているバイター。オートバイのヘルメットを付けた個体やレネゲイドの装備を身に着けた個体、ピースキーパーの装備を身に着けた個体など、容姿は多様。防具を身に着けているため、通常のバイターより耐久力が高い。
電撃バイター
アップデートで追加された亜種。青い作業服を着て胸に電気機器を付けており、周囲に電気ショックを放出する。この電気ショックはプレイヤーとバイター双方が感電する。
ヴァイラル（Viral）
まだ転化して間もない感染者。生命力に溢れており、ウイルスがその活力をさらに促進するため、常に落ち着きがなく痙攣に襲われている。獲物を見つけると、全身の筋肉を使って執拗に追いかける。獲物を捕まえると、野生動物のように滅茶苦茶に叩き、引っ掻き、噛みつく。動きがかなり俊敏で、エイデンの近接攻撃を回避することもある。
重装甲ヴァイラル
アップデートで追加された亜種。重装甲バイターと同じ特徴を持つヴァイラル。
電撃ヴァイラル
アップデートで追加された亜種。電撃バイターと同じ特徴を持つヴァイラルン。
防護服ヴァイラル
アップデートで追加された亜種。緑色の防護服を着ているが、ガスタンクと違ってボンベは背負っていない。プレイヤーと距離を取り、毒液を吐きかけてくる。この毒液は、ヴォラタイルやスピッターのものより遥かに強力。
ガスタンク（Gas Tank）
黄色の化学防護服を着用し、背中に酸素ボンベを背負ったバイター。プレイヤーの攻撃でボンベが損傷すると、中の酸素が抜けて飛んでいき爆発する。
可燃性ガスタンク
アップデートで追加された亜種で、防護服とボンベが赤色の個体。ボンベが損傷すると、周囲に炎を撒き散らす。
氷結ガスタンク
アップデートで追加された亜種で、防護服とボンベが灰色の個体。ボンベが損傷すると、周囲に冷凍ガスを撒き散らす。
毒性ガスタンク
アップデートで追加された亜種で、防護服とボンベが緑色の個体。ボンベが損傷すると、周囲に有毒ガス撒き散らす。この有毒ガスは、プレイヤーの免疫力を急減させるほか、周囲のNPCをヴァイラルに転化させる。
ヴァイラル・ガスタンク
アップデートで追加された亜種で、容姿は通常の黄色い防護服のガスタンクと同じ。ただし、ヴァイラルと同様の素早い動きで襲い掛かってくる。
ハウラー（Howler）
胴体にある鼓動する黄色い腫瘍が特徴の感染者。ヴァイラルがヴォラタイルに進化する際、化学物質に晒され喉頭と肺を蝕まれることで生まれる。人間を見つけると、胸内にある毒性物質が沸騰し、この世のものとは思えぬ叫び声を上げて周囲の感染者を呼び寄せる。
当初は夜間のみ登場する感染者だったが、アップデートにより昼間にも登場するようになった。夜間にハウラーに見つかると、大勢の感染者に追跡される「チェイス」が発生する。昼間の場合はチェイスは発生しないが、叫び声でヴァイラルを複数呼び寄せる。
グーン（Goon）
巨躯の感染者。前作と容貌が異なるが、コンクリート片のついた鉄筋を武器としている点は同じ。
ボマー（Bomber）
体内に可燃性のガスが溜まっている感染者。エイデンが近づき一定時間が経過するか、攻撃を加えると自爆する。
VNCタワーの高層階に多数おり、かつてVNCタワーのアンテナ起動作戦に挑んだナイトランナー達や、エイデンと共に同じ作戦に挑んだピースキーパーの部隊を壊滅させた。
デモリッシャー（Demolisher）
屈強な肉体を持つ大柄な感染者。ヴァイラルがヴォラタイルへと進化する直前に、突然変異が発生して生まれた。激怒した際は、サイのように行く手にあるもの全てを踏みつけて行く。
ヴォラタイル（Volatile）
夜にのみ活動する凶暴な感染者。ヴァイラルが一定期間紫外線の照射を避けられると進化する。皮膚が甲冑のように硬く、音に反応し、見つかるとしつこく追ってくる。強力な近接攻撃や即死拘束技を持ち、かなり強く素早いため、普通に倒すのは困難。
ヴォラタイル・タイラント（Volatile Tyrant）
アップデートで追加された亜種。赤く光る傷だらけの体が特徴で、通常のヴォラタイルを凌駕するパワーとスピードを持つ。また、ヴォラタイルの中で唯一日光に耐性がある。
ヴォラタイル・ハイブ（Volatile Hive）
アップデートで追加された亜種。夜間のGRE隔離所やダークホローに出現する。まだ未熟なヴォラタイルで、繭のような物質に覆われて地面に貼り付いており、通常のヴォラタイル2～3体に守られている。
ボルター（Bolter）
夜にのみ活動する感染者。背中や脚にオレンジ色の腫瘍がある。前作とは容貌が大きく異なる。プレイヤーに気付くとすばしっこく逃げる。
バンシー（Banshee）
夜にのみ活動する感染者。女性の感染者で、イブニングドレスと金の装飾品を身に着け、両手に大きな鋭いカギ爪を持つ。パルクールで空中を移動中のエイデンにも攻撃することができる。
ハグ（Hag）
アップデートで追加された亜種。容姿はバンシーとほぼ同じだが、体が緑色なのが特徴。バンシーより遥かに強い攻撃力と俊敏性を持ち、日光だけでなくUVライトにも耐性を持つ。また、NPCの頭に乗った際にそのNPCをプレイグベアラーに転化させる。死亡すると、周囲の人間を瞬時に感染者にしてしまう有毒ガスを放出する。
プレイグベアラー
ハグによってウイルスに感染し転化した人間。通常の人間とほとんど見分けがつかず、サバイバーセンスによってのみ判別が可能。
チャージャー（Charger）
夜にのみ活動する感染者。体内に充電器官のようなものを持つ感染者。体が硬い外殻に覆われており、背中の弱点以外は攻撃が通らない。突進攻撃を仕掛けてくる。
スピッター（Spitter）
頭と上半身が黄色い腫瘍に覆われている感染者。ヒキガエルのような鳴き声を出し、酸性の痰を吐きかけてくる。
レヴナント（Revenant）
GREアノマリーを根城にしているボス級の感染者。夜間のみ出現する。非常に知性が高く、背中から生えている羽のような腫瘍が特徴。毒液を飛ばす攻撃を行うほか、周辺の死体を蘇生させてバイターやヴァイラルを生み出す。
GREの亜種
アップデートで追加された亜種。一度クリアした後のGREアノマリーに出現する。レヴナントより遥かに強力な攻撃力を持つ。
ドローナー（Drowner）
水中で変異した感染者。最終章の選択によって、セントラルループ南方の水中都市の水を抜いた場合に出現する。腕と肩に鋭い骨が生え、全身に腫瘍があるのが特徴。行動はヴァイラルとボマーに似ており、爪で殴りつける他、エイデンに近づいて自爆する。

## シティの各勢力
サバイバー
シティの一般市民のうち、ピースキーパーに参加しなかった者達で構成された勢力。シティの各地にコミュニティが存在し、ピースキーパーのように組織体系は確立されていない。サバイバーのコミュニティは信頼によって成り立ち、互いに強い絆で結ばれている。文化・芸術・かつての職人の技術などを学ぶことで人類と文明を守れるという考えを持つ。
ピースキーパーとは表向きは協力関係だが、ピースキーパーの過激な正義に疑問や反意を持つ者も多い。そんな中でピースキーパーの指揮官のルーカスが殺害される事件が発生し、犯人がサバイバーの拠点であるバザールに逃げ込んだため、ピースキーパーと一触即発の状態になっている。
ピースキーパー
秩序を重視し、武力による外敵の排除によって人類と文明を守ろうとしている勢力。リーダーのジャック・マット少佐を中心に多くの兵士で構成され、荒廃した世界でも確固たるルールで組織体系を維持している。基本的には市民の味方であり、日々感染者やレネゲイドから人々を守っている。ただ、目的達成のためには多少の犠牲はやむを得ないという考えを持っており、時に市民を厳しく取り締まったり高圧的な態度をとることもあるため、参加を拒む者もいる。
物語開始前にオールド・ヴィレドーの指揮官だったルーカスが殺害される事件が発生し、犯人がサバイバーの拠点のバザールに逃げ込んだことから、サバイバーに対し犯人の引き渡しを要求している。また、犯人の逃亡を防ぐため、セントラルループに通じる地下トンネルを封鎖している。
レネゲイド
街に混乱をもたらす盗賊集団。リーダーはクリス・ウィリアムズ大佐。兵士は皆、仮面で顔を隠している。ピースキーパーとサバイバー双方と敵対しており、主人公のエイデンにとっても敵となる勢力。セントラルループのダムを拠点とし、ダムの南部に巨大や要塞を築いている。サバイバーもピースキーパーも管轄していない無人地帯で主に活動しており、あらゆる物を盗み、敵や自分達を邪魔する者には一切容赦しない。

## 地理
ヴィレドー
今作の舞台となる、人類最後の砦とされるヨーロッパの都市。「シティ」の名でも知られている。2～3階建ての建物が多い古風な街並みの「オールド・ヴィレドー」と、近代的なビルが立ち並ぶビジネス街「セントラルループ」の2つの地域に分かれている。ハランと同様に隔離壁で囲まれ外界から閉ざされており、人類社会が崩壊して以降は荒廃が進み、多くの建物が植物に覆われている。
市民は「サバイバー」「ピースキーパー」「レネゲイド」の3つの派閥に別れている。また、市民はバイオマーカーの着用が義務付けられている。
ダークゾーン
マップ内に点在する、日光が届かない建物内部のこと。「ダークホロー」「荒廃した店」「GRE隔離施設」の3種類がある。貴重な物資が多く隠されているが、感染者たちが根城にしている。昼間は多くの感染者がいる上にヴォラタイルも出現するため、非常に危険。夜になると感染者たちが屋外に出るため、探索がしやすくなる。屋内は日光(紫外線)が届かないため、長居するとエイデンの免疫力が低下してしまう。
ダークホロー
ダークゾーンの1つ。主に貴重品や旧世界通貨といった、お金になる換金アイテムを入手できる。
荒廃した店
ダークゾーンの1つ。主に武器やアイテムのクラフトに使えるクラフトパーツを入手できる。
GRE隔離施設
ダークゾーンの1つ。GREがウイルスや治療薬の研究を行っていた施設。病院などの施設を差し押さえて利用しており、建物全体がGREのロゴが描かれた緑色のシートで覆われているのが特徴。ダークゾーンの中でも規模が大きく、中は大量の感染者の巣になっている。換金アイテムやクラフトパーツのほか貴重な装備品もあり、さらにインヒビターも複数個入手できる。
化学汚染区域
化学物質(THV-GenMod)で汚染された区域で、区域内一帯に黄色い物質が広がっている。2025年の大規模化学爆撃によって生じた区域で、シティのマップの周囲を囲むように存在するほか、一部の建物の中にもある。THV-GenModには感染者のDNAの退化を促進し死に至らしめる効果があるため、エイデンがこの区域に入ると急速に免疫力が低下していき、免疫力がゼロになると即死してしまう。
GREアノマリー
GREの施設。鉄柵に囲まれたエリアで、マップ上に複数ある。強力な感染者であるレヴナントの巣であり、夜間に来るとレヴナントが出現し、倒すとインヒビターを入手することができる。

## 用語
ハランウイルス（Harran Virus）
前作でトルコの都市国家ハランで感染が拡大した、感染者をゾンビのような怪物に変貌させるウイルス。空気感染はせず、感染者に噛まれることでのみ感染が広がる。感染した場合、数時間から数日でヴァイラルに転化する。
GREが軍事目的で開発・研究していたウイルスで、ハラン市崩壊後に一度はワクチンが開発されたが、変異株のTHVが世界中に蔓延したため人類社会の崩壊を招いた。
THV（Tachytransmissive Harran Virus）
「急速感染型ハランウイルス」と呼ばれる、ハランウイルスの変異株。2020年代初頭にスイスのジュネーブにあるGRE研究所から漏洩し、それから僅か2年で世界の人口の98%を死に至らしめ、人類社会の崩壊を招いた。非常に感染力が強い上に潜伏期間が短い為、劇的な速さで拡散する。狂犬病に似ており、感染者のDNAの核酸塩基を破壊し、神経系と運動神経に影響を与え、ゾンビのような怪物に転化させる。
感染者
ハランウイルスやTHVの感染者の成れの果て。転化すると皮膚が腐り落ち、ゾンビのような姿になってしまう。転化後は自我も失い、生存者を無差別に襲う凶暴な怪物となる。
転化すると最初はヴァイラルになり、その後は大抵はバイターに変貌するが、ハウラーやバンシーなどの特殊な個体や、グーンやヴォラタイルなど強力な個体に変貌するケースもある。
ウイルス自体が日光(紫外線)に耐性を持たないため、感染者は昼間の間は屋内で寝ているか、外にいても動きは緩慢。夜になると活性化し凶暴になる。紫外線を嫌っているため、夜でもUVライトがある場所には近づかない。
GRE
世界救済活動会。前作の主人公が雇われていた国際人道団体で、アウトブレイク発生地域での救済活動を世界中で行ってきた組織。前作ではハランに残る生存者達のために、転化抑制剤のアンティジンを始めとする救援物資の投下を行っていたが、実際は軍事目的でハランウイルスを研究・開発していた。ヴィレドーでも活動していたようで、各所にGREの関連施設が残されている。ヴィレドーでは病院などの大きな施設を差し押さえ、薬の研究のために大金を払って治験者をかき集めていたが、研究は失敗に終わったらしい。
インヒビター
GREが開発した、免疫力と体力を強化する薬品。「インヒビターコンテナ」と呼ばれる白と緑のボックスに納められており、マップの様々な場所に隠されている。非常に強い薬品で、副作用が強く、並の人間であれば接種後に死亡することが多い。
エイデンの強化に必要な薬品であり、3つ消費することでステータスの「体力」または「スタミナ」を1レベル強化することができる。
バイオマーカー
着用者の感染状態をモニターできる、ブレスレット状の装置。通常は緑色のライトが点灯しているが、着用者のウイルス感染が進行し、転化の兆候が見えると赤色に変化する。ヴィレドーでは、市民全員がバイオマーカーの着用を義務付けられている。一度誰かが使用した中古のバイオマーカーは再利用できず、必ず未使用の新品を使う必要がある。しかし、今のヴィレドーにおいては新品のバイオマーカーは極めて入手困難である。
UVライト
紫外線を放射するライト。バイターやヴァイラルだけでなくヴォラタイルなど凶暴な感染者にも極めて有効なため、設置式や携帯式など様々な形で広く使用されている。安全区域や生存者の拠点にも必ず設置されている。外敵から身を守るだけでなく、ハランウイルスに感染しているエイデン自身の転化を防ぐためにも欠かせないアイテムである。
ナイトランナー
かつてヴィレドーで活動していた市民の一派。今はフィッシュアイ食堂のオーナーとなっているフランクが立ち上げた。感染者の手から人々を助け、夜の危険にも果敢に立ち向かっていたという。身体能力に優れ、パラグライダーやグラップリングフックなどのツールを使いこなして市内を救助していた。VNCタワーの屋上のアンテナを起動するミッションに失敗し、姿を消した。活動していた頃にナイトランナーが設置した隠れ家が今もヴィレドーの至る所に残っており、起動すると安全区域として利用できるようになる。

## 発売までの経緯
2018年6月、ロサンゼルスで開かれたE3にて発表された。前作『ダイイングライト』と違い、ストーリー中に様々な選択肢があり、主人公(プレイヤー)の選択によってマップの様相やストーリーが変わっていく、ストーリードリブン型のゲームとなっている。。
2019年のE3では、各種パルクール、2020年春発売予定、主人公は感染者のエイデンということ以外のその他の情報は(細かい発売日などの)発表されていない。
2020年1月21日に2020年春の発売が延期されることがTwitterで発表され、その後2021年5月の公式番組にて2021年12月7日発売が発表されるが、その後2021年09月15日に、発売が2022年2月4日に再度延期されることが発表された。
2023年6月末にTechlandから直接配信されているXbox One、Xbox Series X/S版が急遽2023年6月29日をもって国内発売終了することが発表された。